# 池田水藻
池田 水藻（いけだ みずも、1886年（明治19年）10月1日 - 1967年（昭和46年）12月27日）は、大日本帝国陸軍軍人。最終階級は陸軍少将。

## 経歴
鹿児島県川辺郡平山村（川辺村平山、川辺町平山を経て、現在の南九州市川辺町平山）出身。陸軍士官学校第19期、陸軍大学校第30期卒業。1923年（大正12年）8月、陸軍歩兵少佐に進級し、同年9月時点で歩兵第30連隊大隊長の任にあった。1925年（大正14年）12月に第14師団参謀に転じ、1928年（昭和3年）3月8日に歩兵第63連隊附となり、松江高等学校に配属された。同年3月24日には陸軍歩兵中佐に進級し、1931年（昭和6年）3月には学校配属を解かれ、歩兵第63連隊附となり、1932年（昭和7年）5月に高崎連隊区司令官に着任し、6月には陸軍歩兵大佐に進級した。
1935年（昭和10年）3月に第6師団司令部附となり、熊本医科大学に配属された。1937年（昭和12年）3月1日、陸軍少将進級と同時に待命となり、3月29日に予備役に編入された。晩年は神奈川県横須賀市に居住し、心臓疾患の療養中だったが、1967年（昭和46年）12月27日に心筋梗塞で死去した。

## 栄典
勲章等
- 1940年（昭和15年）8月15日 - 紀元二千六百年祝典記念章[9]